# Jonggehandicaptenkorting
Jonggehandicaptenkorting maakt deel uit van de heffingskorting die na het berekenen van de te betalen belasting hiervan afgetrokken mogen worden. Hierdoor hoeft dus minder belasting betaald te worden.
Een belastingplichtige heeft hier recht op indien deze in het kalenderjaar recht heeft op een uitkering op grond van de Wet werk en arbeidsondersteuning jonggehandicapten (ook wel Wajonguitkering genoemd). Het is hierbij niet van belang of de uitkering ook daadwerkelijk ontvangen wordt. Heeft de belastingplichtige recht op ouderenkorting dan vervalt het recht op jonggehandicaptenkorting.
De jonggehandicaptenkorting is aan te vragen door de voorlopige teruggaaf voor de inkomstenbelasting in te vullen of door achteraf aangifte te doen.
Kinderkorting · Combinatiekorting · Aanvullende combinatiekorting · Alleenstaande-ouderkorting · Ouderenkorting · Aanvullende ouderenkorting · Jonggehandicaptenkorting · Levensloopverlofkorting · Korting voor groene beleggingen